# Мокулея (Гаваї)
Мокулея (англ. Mokulēia) — переписна місцевість (CDP) в США, в окрузі Гонолулу штату Гаваї. Населення — 4062 особи (2020).

## Географія
Мокулея розташована за координатами 21°34′39″ пн. ш. 158°9′32″ зх. д. / 21.57750° пн. ш. 158.15889° зх. д. (21.577429, -158.158859).  За даними Бюро перепису населення США в 2010 році переписна місцевість мала площу 6,98 км², з яких 3,78 км² — суходіл та 3,20 км² — водойми.

## Демографія
Згідно з переписом 2010 року, у переписній місцевості мешкало 1811 осіб у 755 домогосподарствах у складі 435 родин. Густота населення становила 260 осіб/км².  Було 940 помешкань (135/км²).
Расовий склад населення:
| - 64,9 % — білих - 9,4 % — азіатів - 2,7 % — вихідців з тихоокеанських островів - 1,7 % — чорних або афроамериканців - 0,4 % — корінних американців - 2,4 % — осіб інших рас |

До двох чи більше рас належало 18,5 %. Частка іспаномовних становила 9,7 % від усіх жителів.
За віковим діапазоном населення розподілялося таким чином: 18,8 % — особи молодші 18 років, 72,3 % — особи у віці 18—64 років, 8,9 % — особи у віці 65 років та старші. Медіана віку мешканця становила 37,4 року. На 100 осіб жіночої статі у переписній місцевості припадало 109,4 чоловіків;  на 100 жінок у віці від 18 років та старших — 109,1 чоловіків також старших 18 років.
Середній дохід на одне домашнє господарство  становив 94 782 долари США (медіана — 68 359), а середній дохід на одну сім'ю — 105 254 долари (медіана — 84 444). Медіана доходів становила 60 486 доларів для чоловіків та 52 917 доларів для жінок. За межею бідності перебувало 10,5 % осіб, у тому числі 12,5 % дітей у віці до 18 років та 6,0 % осіб у віці 65 років та старших.
Цивільне працевлаштоване населення становило 850 осіб. Основні галузі зайнятості: освіта, охорона здоров'я та соціальна допомога — 26,2 %, мистецтво, розваги та відпочинок — 16,4 %, будівництво — 11,6 %, публічна адміністрація — 8,7 %.